# Музей истории Выксунского металлургического завода
Музе́й исто́рии Вы́ксунского металлурги́ческого заво́да (в 1919—1920 годах — Выксунский краеведческий музей, после 1958 года — Выксунский общественный городской историко-революционный музей, Городской музей революционной, боевой и трудовой славы) располагается в здании Главного усадебного дома Баташёвых-Шепелевых в Выксе. Открыт в 1918 году. В разные периоды музейные коллекции располагались в помещениях выксунского Дворца культуры им. Лепсе.

## История
В 1918 году после национализации Выксунских заводов в главном усадебном доме Баташёвых-Шепелевых расположились кабинеты органов Советской власти: Совет рабочих, крестьянских и солдатских депутатов, штаб Красной гвардии, кабинет комиссара А. С. Ведерникова и другие. В том же году комиссия под председательством Анны Сергеевны Курской, заведующей уездным отделом народного образования, произвела опись ценностей бывшего господского дома, которые составили основу для будущего музея.
Экспозицию разместили на втором этаже здания, для посетителей она открылась в 1919 году. Первым заведующим музея стал скульптор Егор Евстафьевич Цыганков. В мае 1920 года заводская контора, пострадавшая от пожара, заняла помещения музея, экспонаты были складированы в одном из свободных помещений здания.

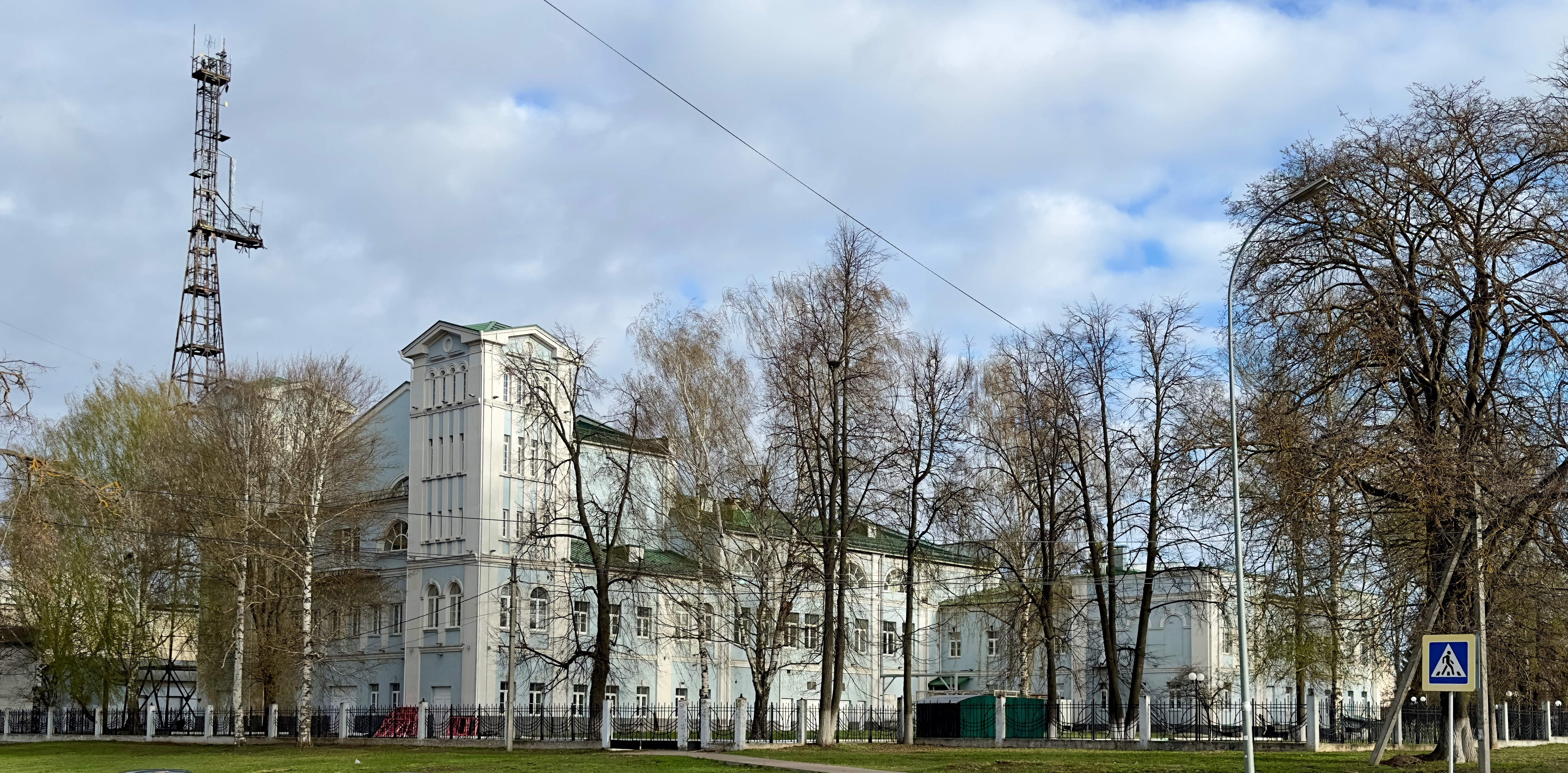
Дворец культуры им. Лепсе

В 1927 году экспонаты были перевезены в Нижегородский губернский музей, в 1929 году часть предметов передали в новый Дворец культуры им. Лепсе в Выксе. Позднее некоторые экспонаты из переданных коллекций были утрачены.
13 мая 1958 года решением исполкома Выксунского городского Совета был учреждён общественный городской историко-революционный музей, а 26 ноября 1958 года постановлением горкома КПСС был создан Совет музея, в обязанности которого входил сбор экспонатов. В 1977 году музей возглавила Галина Константиновна Никулина, занимавшая эту должность до 2007 года. В июне 1984 года в музее был сформирован отдел изобразительного искусства. До декабря 1987 года музейные экспонаты располагались в здании Дворца культуры, в 1988—1991 годах — в здании бывшей детской консультации на улице Чкалова.
2 июля 1985 года Выксунский горисполком передал здание бывшего господского дома Баташёвых на баланс Выксунского металлургического завода, отведя 2-й этаж под городской краеведческий музей. В декабре 1991 года после капитального ремонта были сданы 1-й и 2-й этажи здания, началось воссоздание музейных экспозиций. В 1992 году музей приобрёл статус заводского. В 1995 году выксунский музей был принят в Ассоциацию музеев России. К декабрю 1997 года экспозиции занимали 24 зала.
Музейные коллекции в числе прочего пополнялись дарами местных жителей, краеведов и художников. В 1988 году московские художники в рамках акции «Красная суббота» написали несколько картин, изображающих завод, город и его окрестности. Картины были переданы в дар городской администрации, которая в 1990 году передала их музею. В этом же году музейную коллекцию пополнили 7 картин кисти В. К. Коленды, подаренные нижегородским искусствоведом Л. Крайновым. В 1993 году Нижегородское отделение Союза художников передало в дар музею более 20 картин нижегородских живописцев.
С августа 2006 года по декабрь 2011 года здание находилось на реконструкции, экспонаты вновь хранились во Дворце культуры им. Лепсе. Открытие музея после реконструкции здания бывшего господского дома Баташёвых состоялось 23 декабря 2011 года.
По состоянию на 2015—2017 год фонды музея насчитывали 5500 единиц хранения, выделенных в 14 тематических коллекций. Общая площадь экспозиционных залов, расположенных на трёх этажах здания, составляет более 3 тыс. м².

## Награды
В 2014 году музей был награждён дипломом за развитие культуры региона на международном форуме «Интермузей-2014».
В 2015 году Агентство по управлению и использованию памятников истории и культуры присудило музею награду в номинации «Лучший проект музеефикации объекта культурного наследия».

## Галерея

Интерьеры
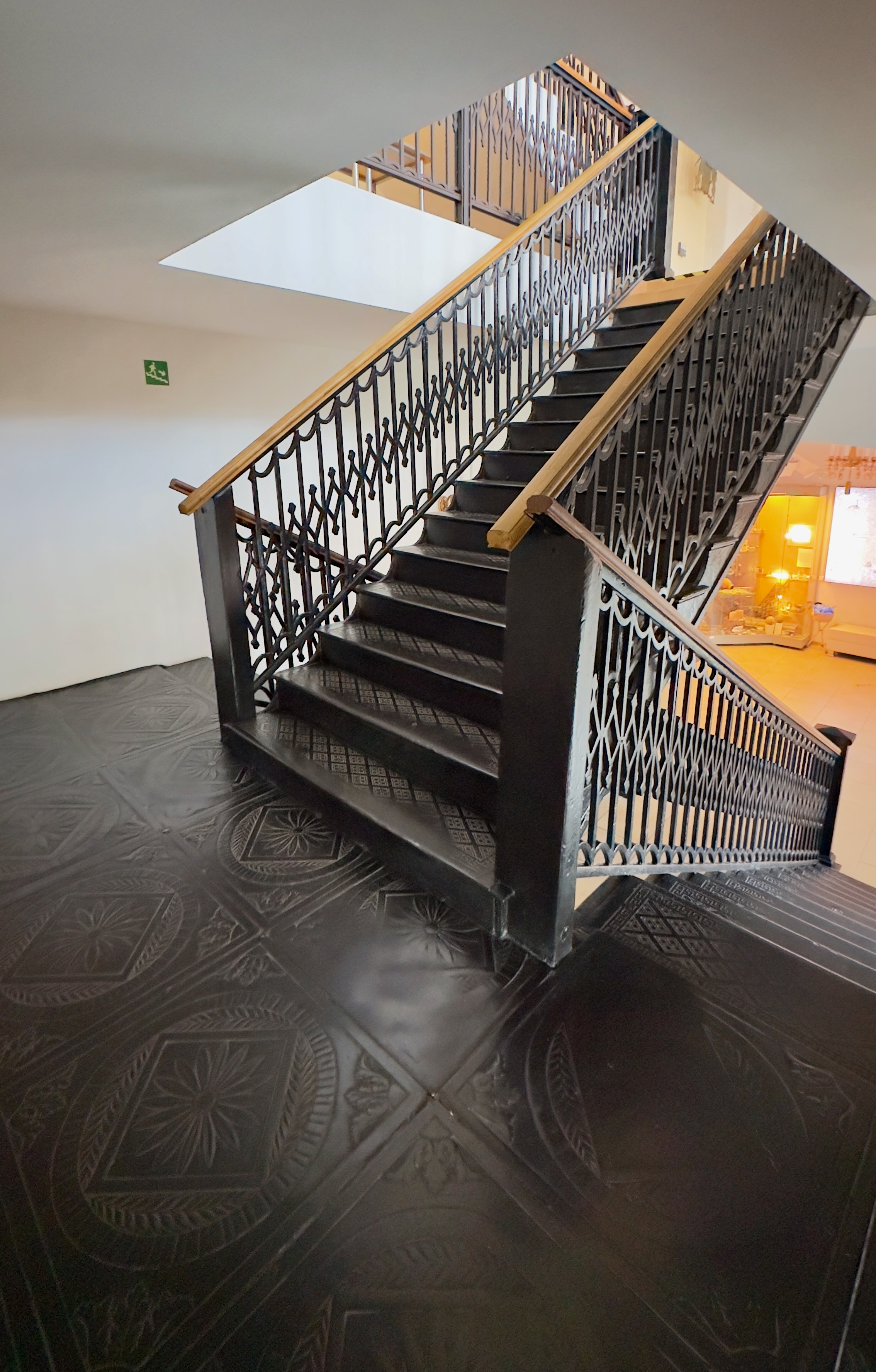
Главная парадная лестница
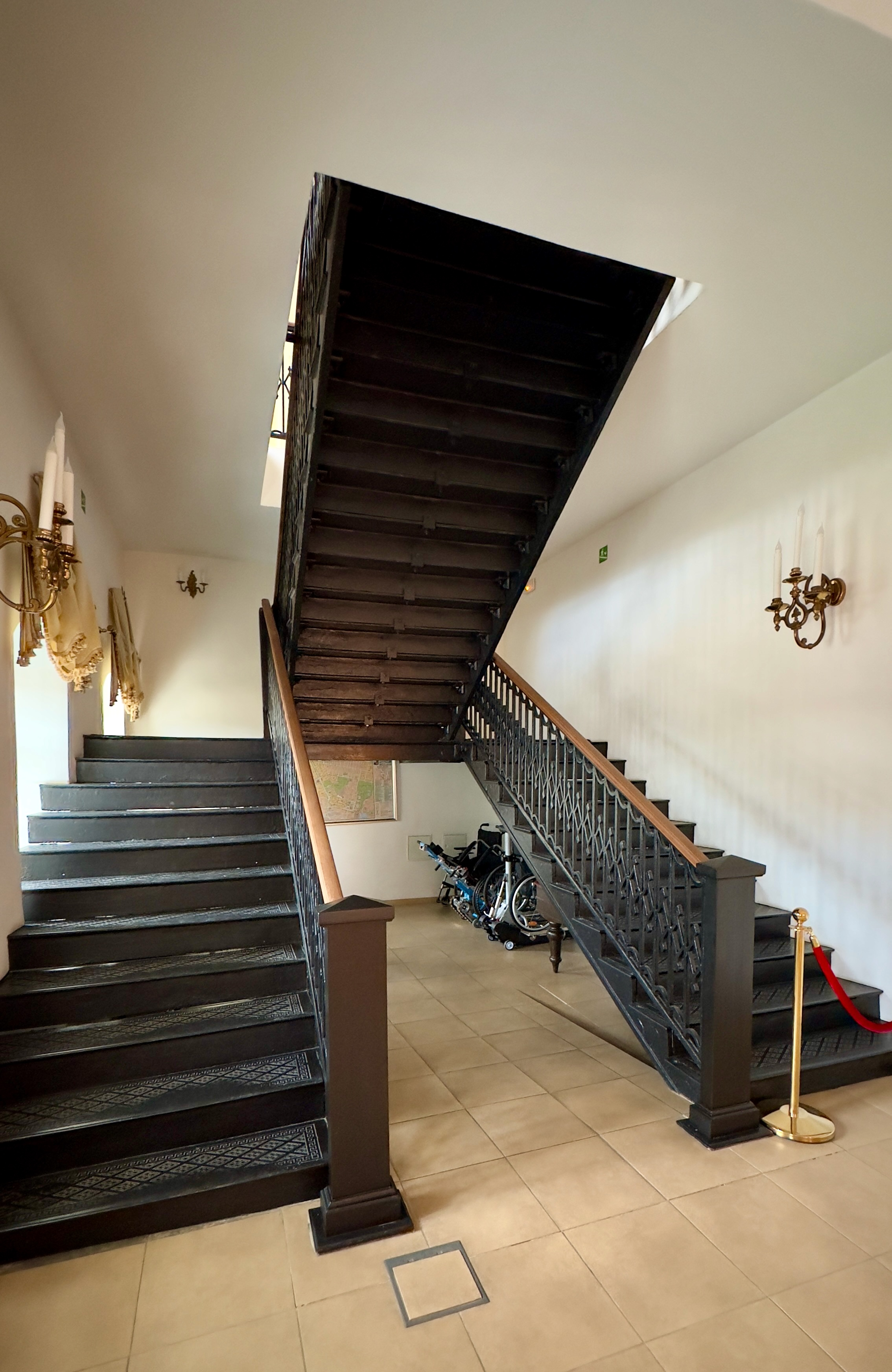
Главная парадная лестница
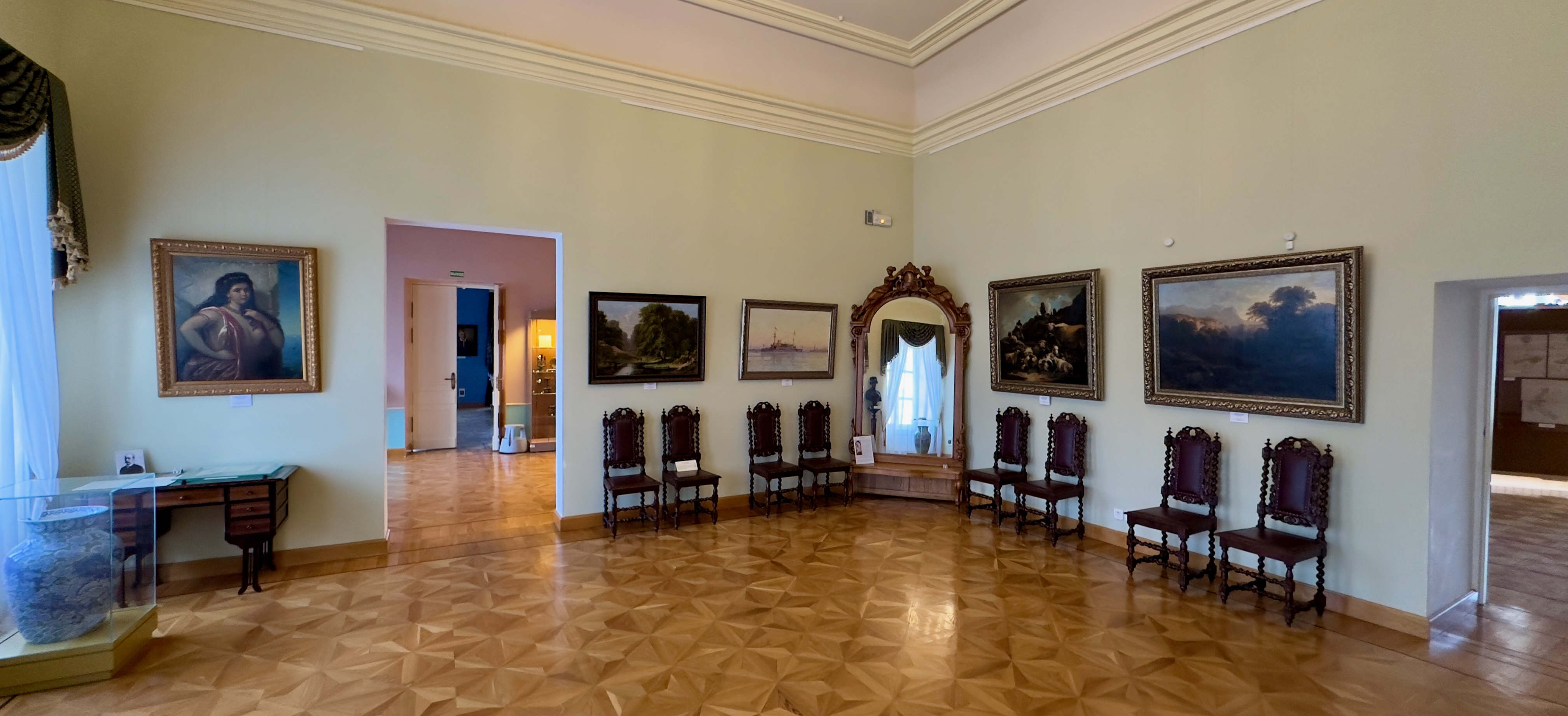
Парадный зал
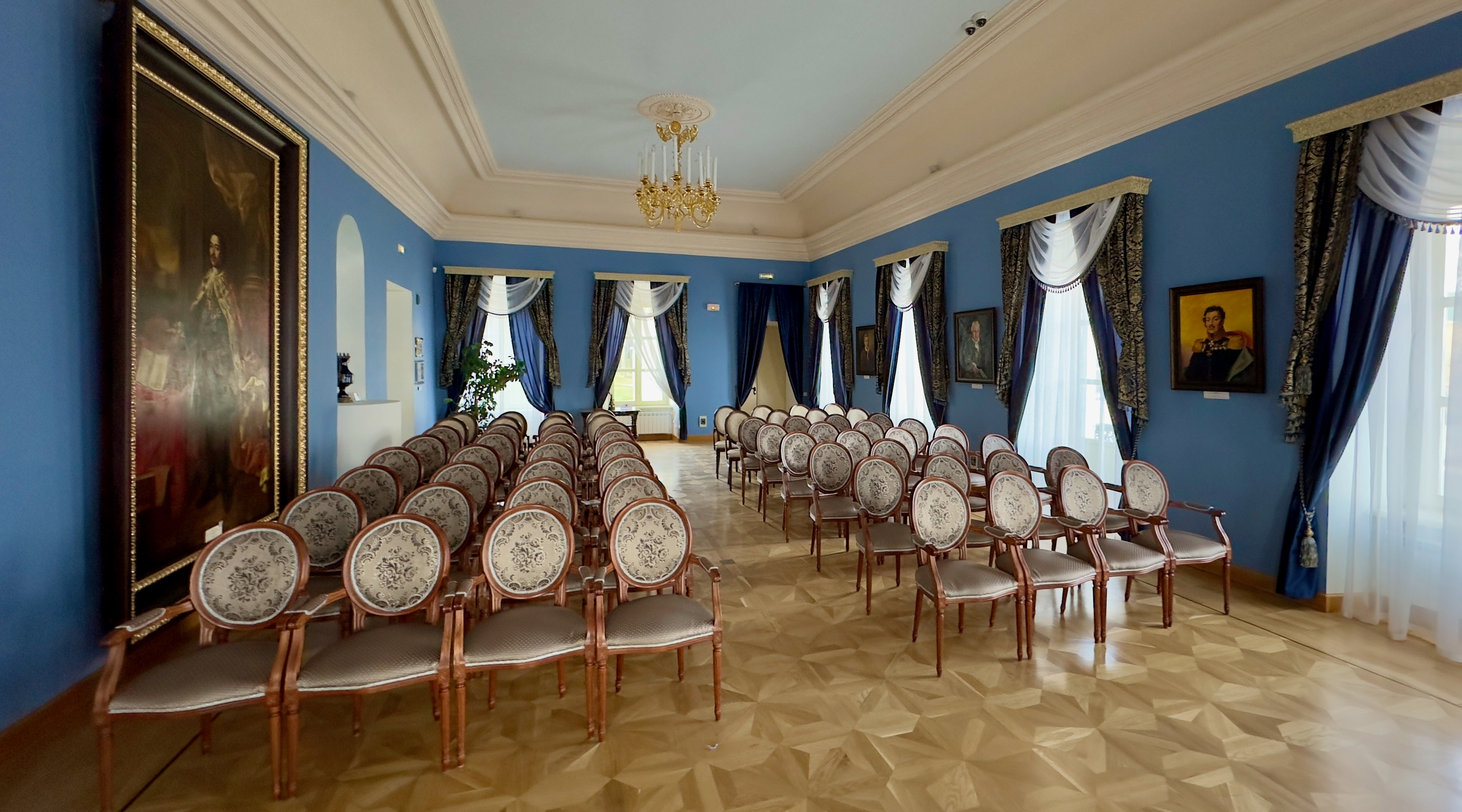
Петровский зал
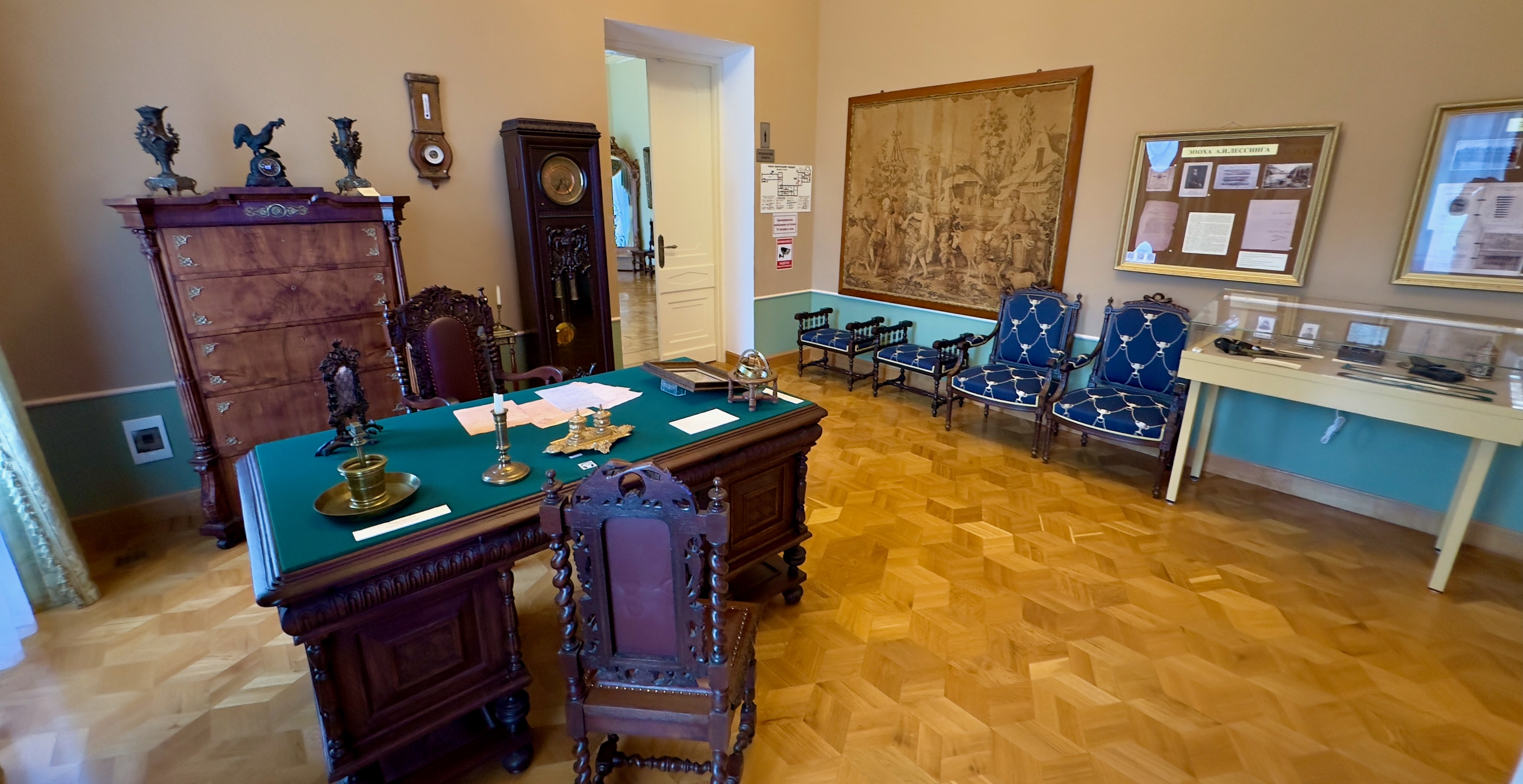
Кабинет А. И. Лессинга
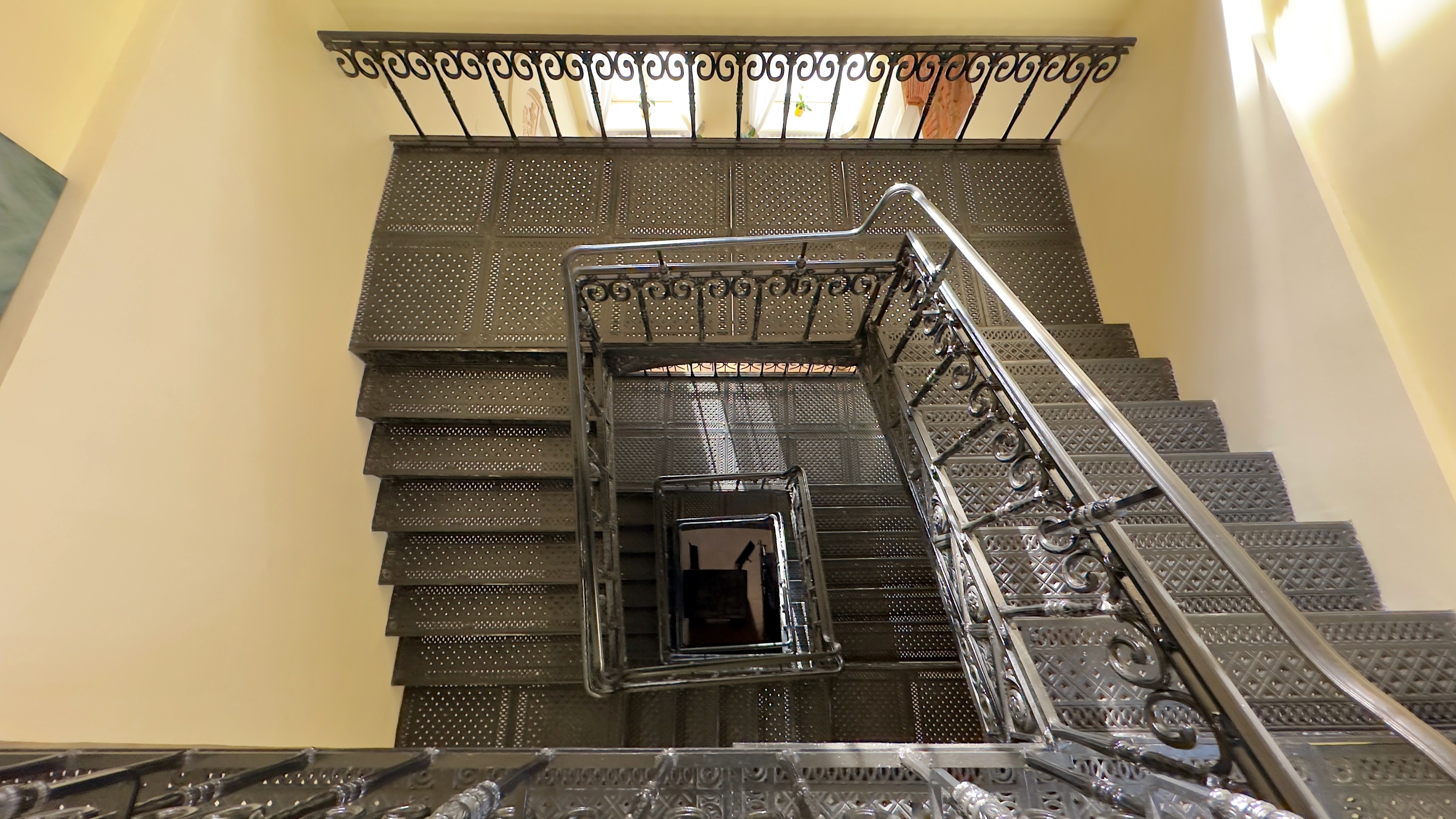
Чугунная лестница
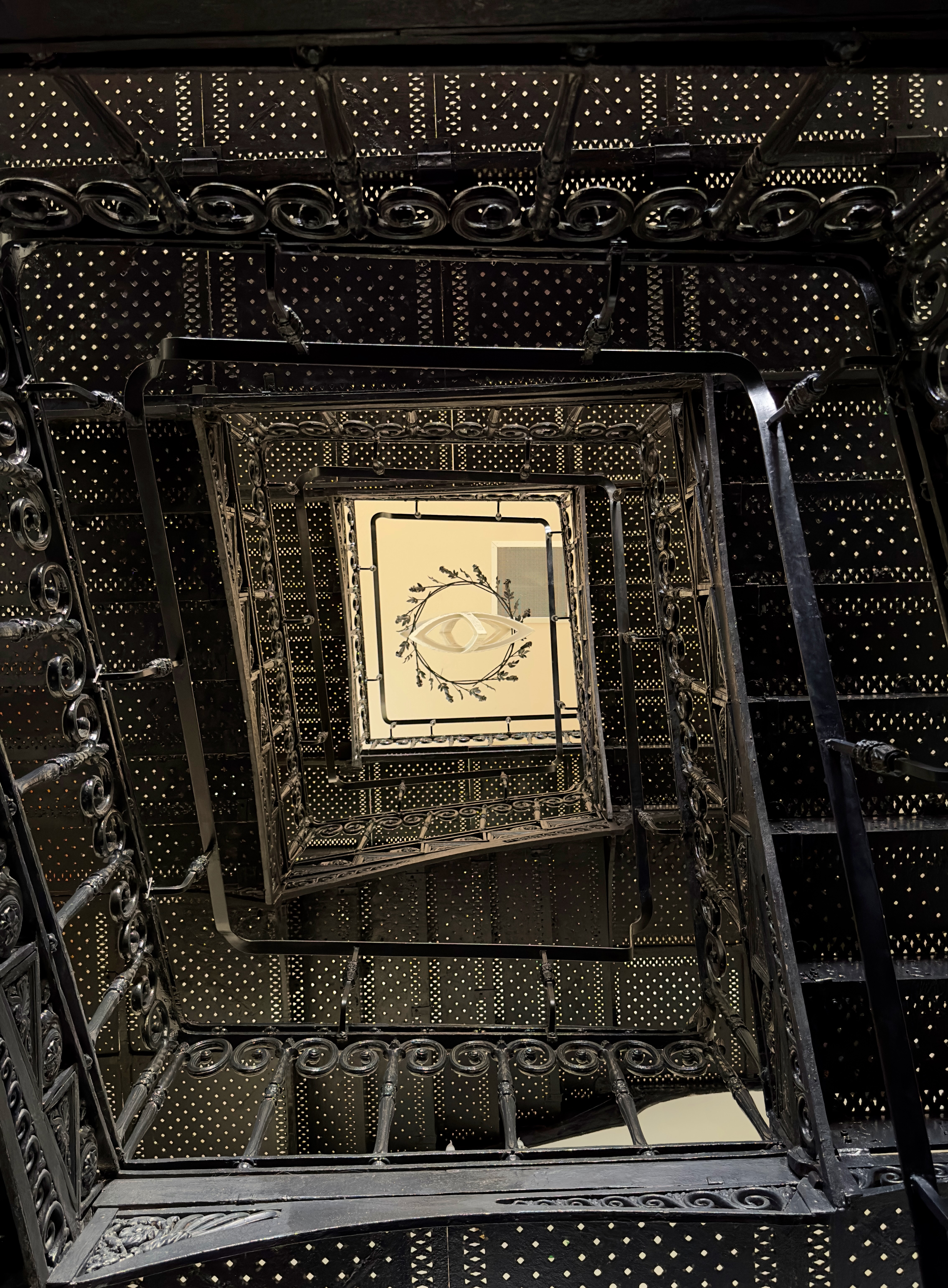
Чугунная лестница

Экспонаты
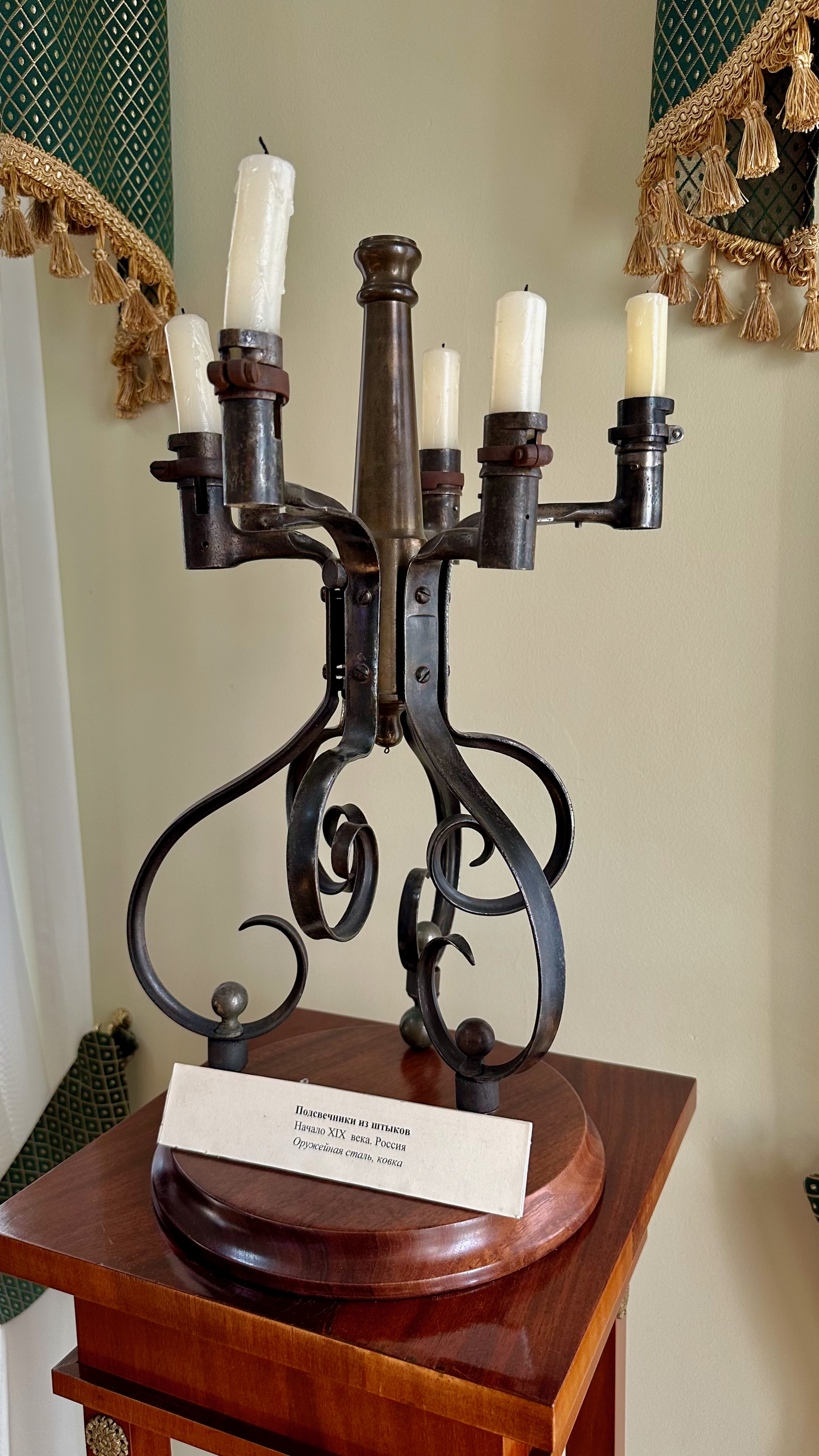
Подсвечник из оружейных штыков
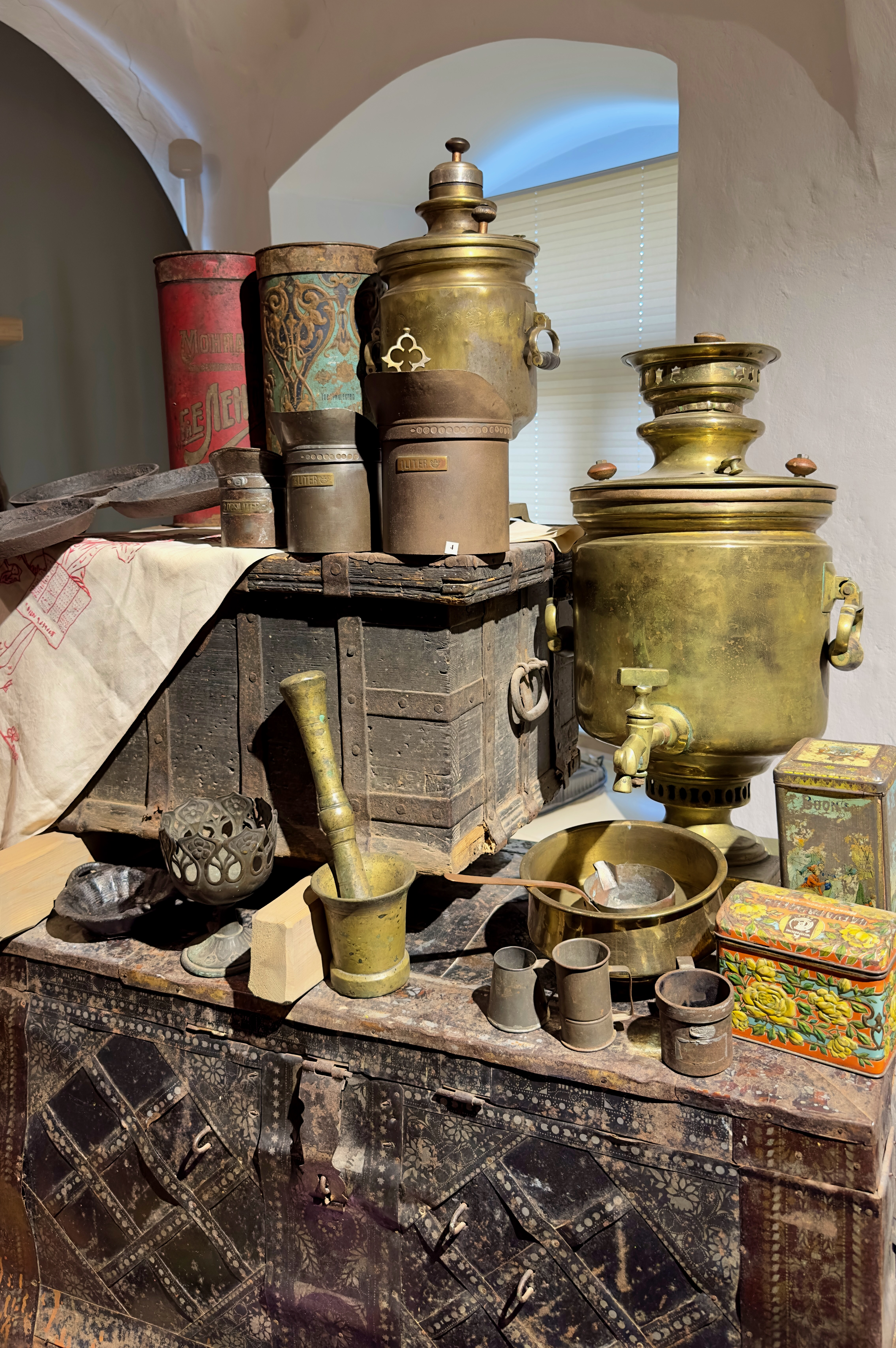
Бытовая утварь
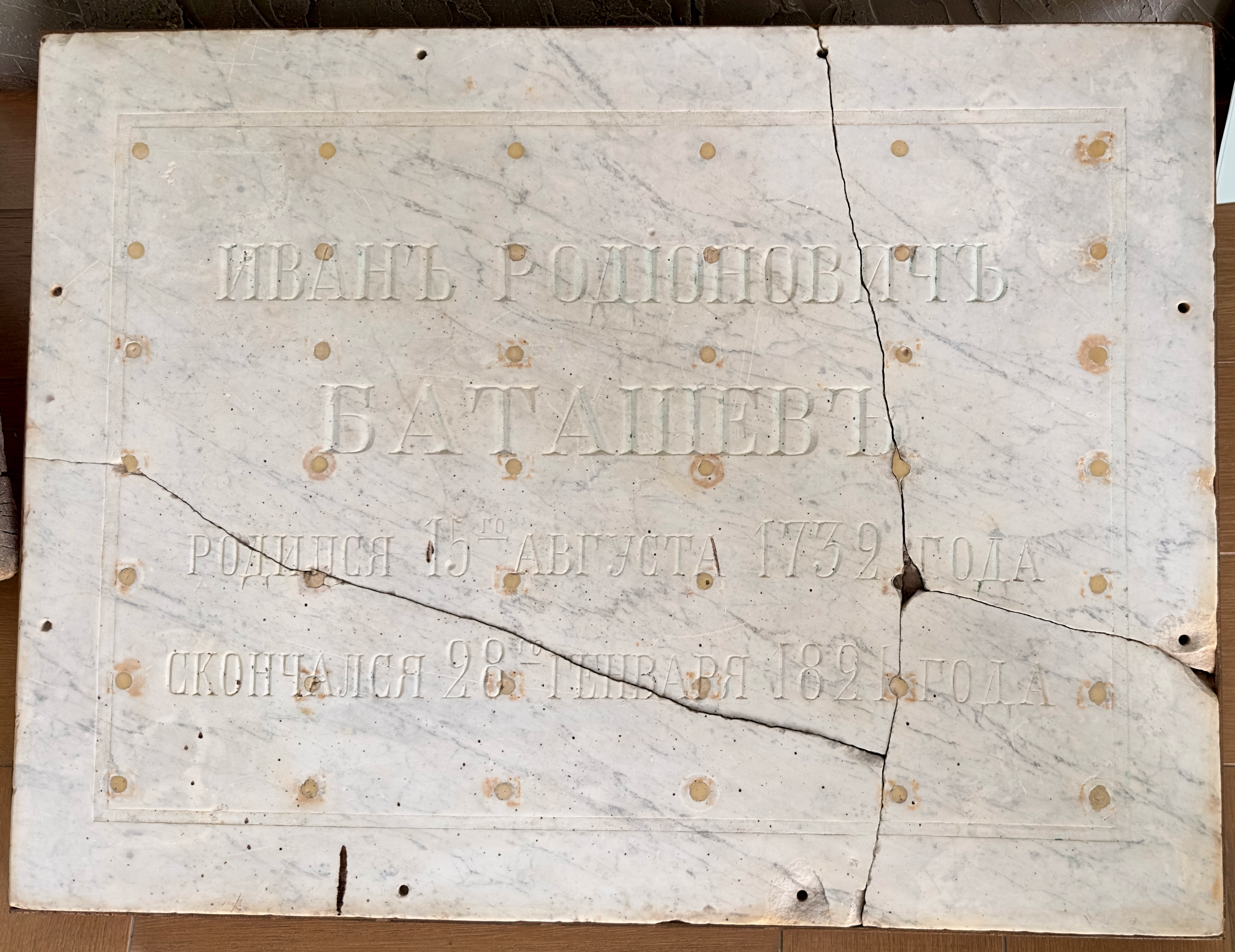
Надгробная плита И. Р. Баташёва
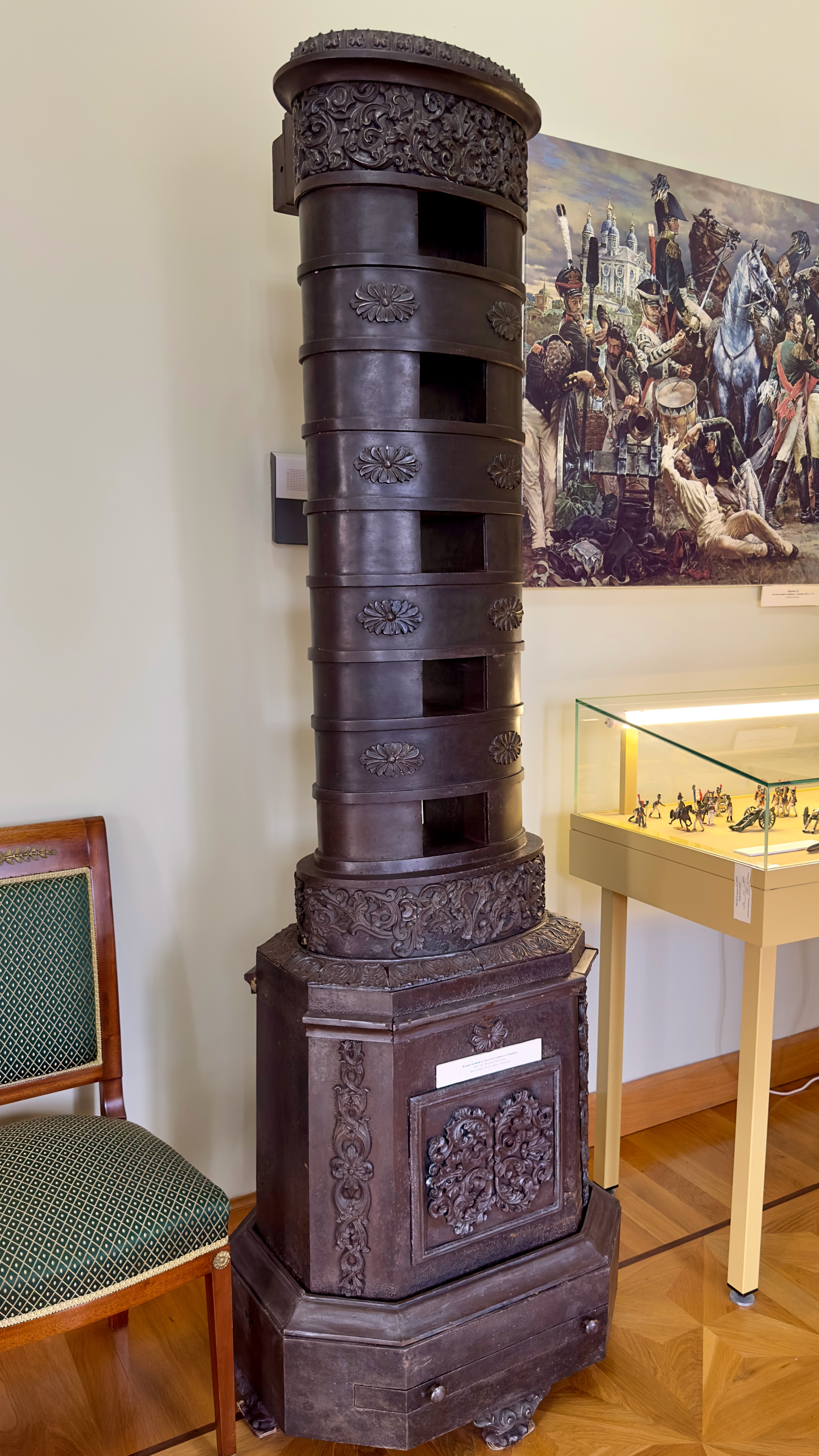
Чугунный печной камин
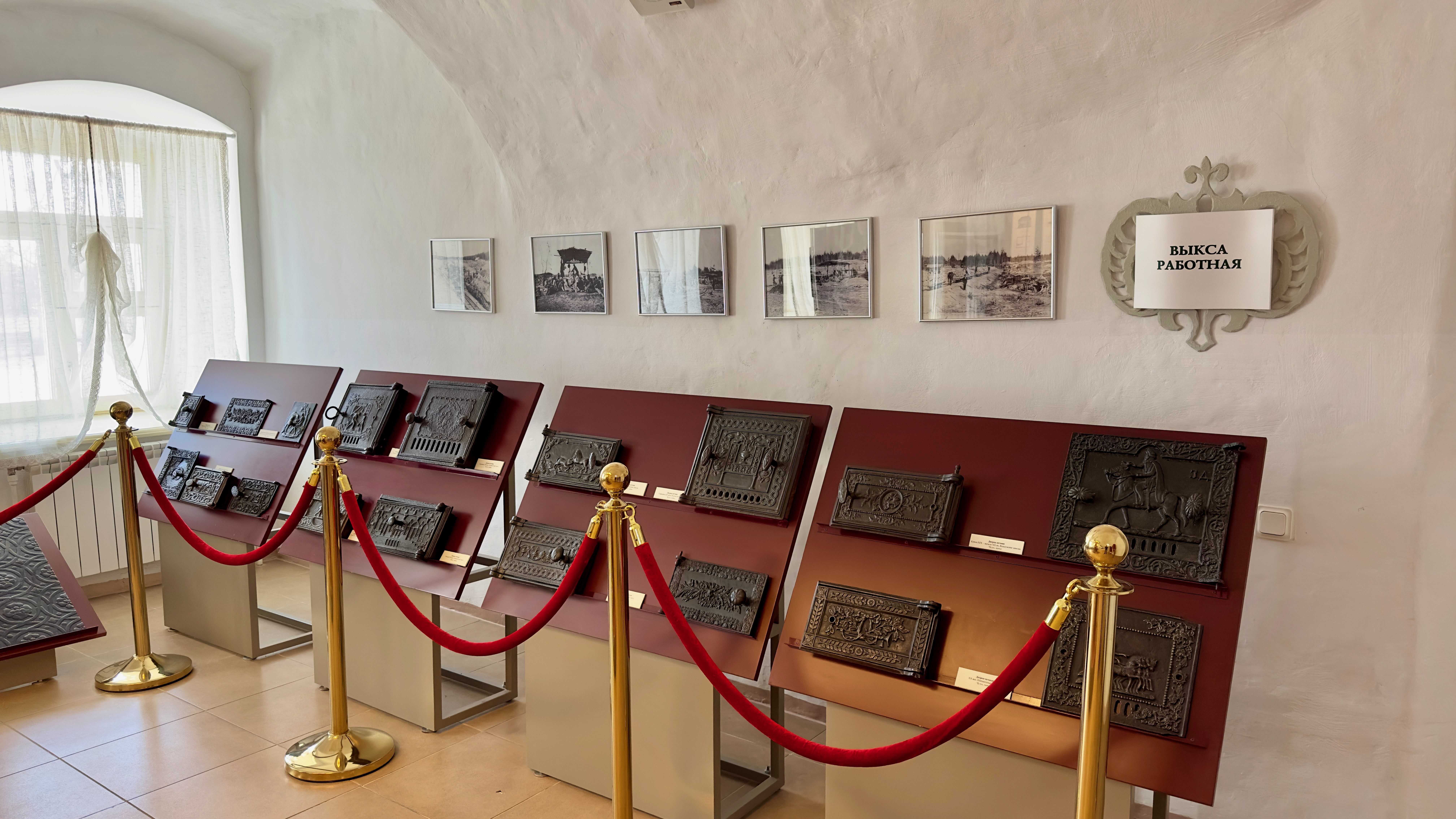
Коллекция чугунных изделий
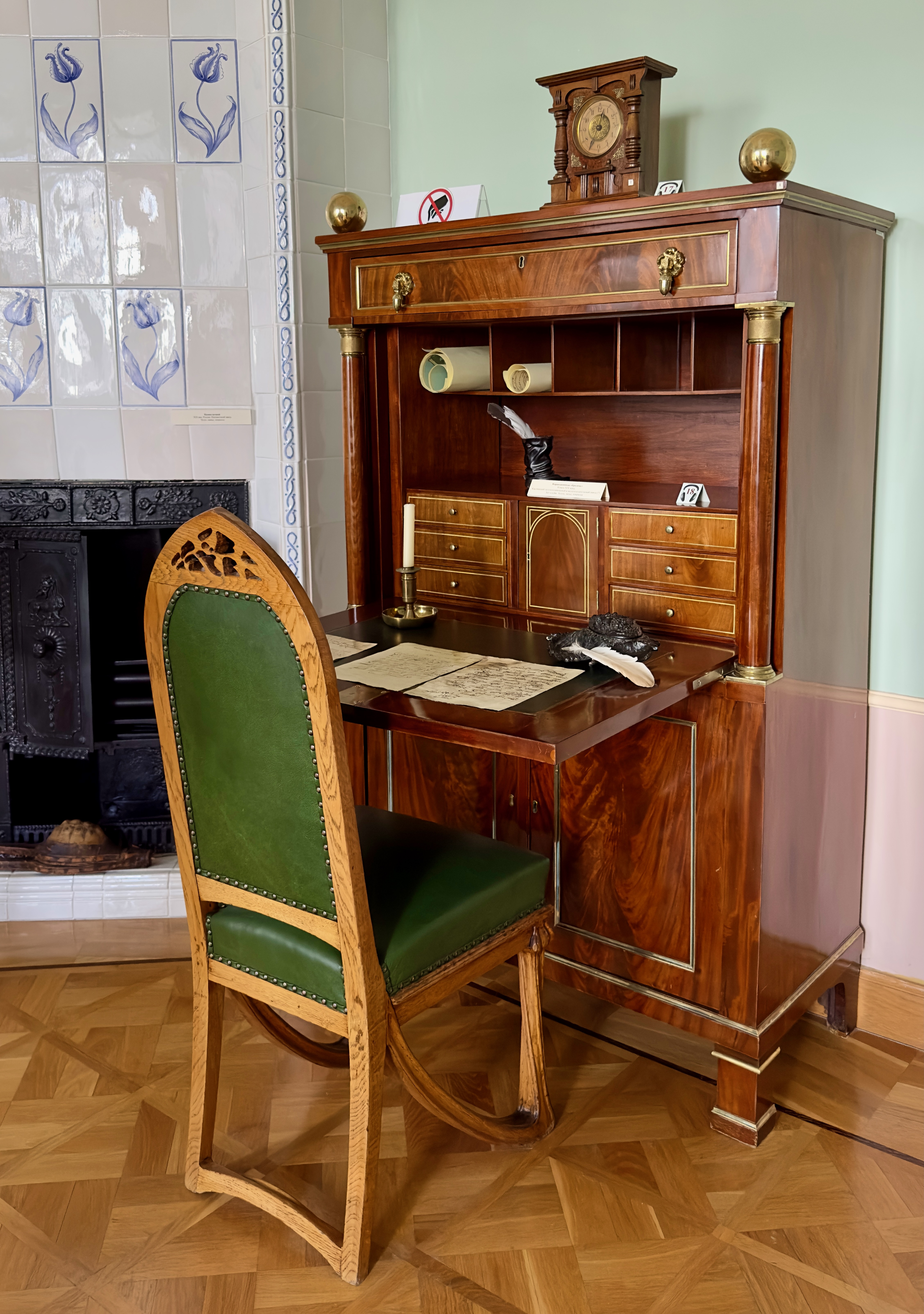
Кабинет И. Р. Баташёва
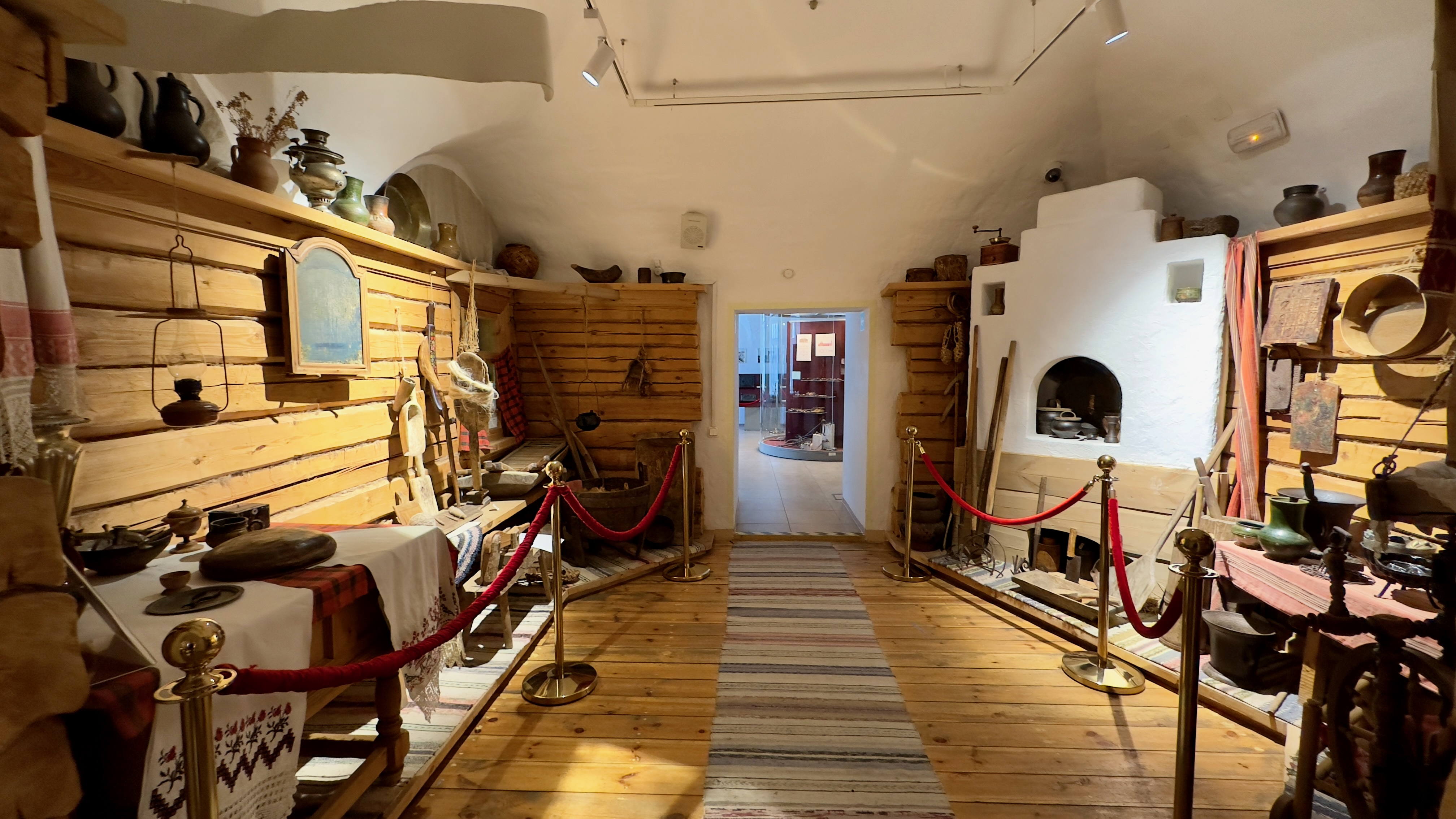
Инсталляция «Ярмарка»